# 楓林網
楓林網（英語：8maple.ru）是台灣影視分享網站，在2014年由兩名國立臺灣大學理工科系的莊姓與陳姓碩士設立，該網站流量曾是台灣所有同類網站中最高。2020年，因多家影劇公司控告該網站違反著作權法，而被內政部警政署刑事警察局查封。

## 網站內容
網站位於台灣海外的主機，架設了免費觀看台劇、日劇、韓劇、泰劇、歐美電影等影視頻道，供民眾觀看。他們利用播放影片前的頭10秒播放廣告，向各大公司收取廣告費用和獲利。而網站每月流量可達3,000萬人次，及獲利新台幣200萬元。

## 歷史
兩名網站創建人為大學及碩士班的同學，過去曾就讀台灣東部某大學理工科系，莊姓男子後再就讀國立台灣大學碩士班及陳姓男子後再就讀國立中央大學碩士班。兩人因熱愛電影和具資訊科技背景，且因求職不順利。於是在2014年開始，創立虛假廣告公司，並透過境外雲端公司，在美國、加拿大等地架設數十台伺服器，結合中國大陸人士，將未經授權的作品上載至網站中，或將其他網站檔案連結直接嵌入在楓林網，免費供民眾觀看。同時在網頁及影片中放置廣告，藉此牟利。
2017年9月，台北市廣告代理商業同業公會（TAAA）和台灣智慧財產權聯盟（TIPA）合作，將對於盜版網站不再投置廣告，而伊莉與楓林網將被優先列入廣告商黑名單，以斷絕盜版網站收入。
2019年11月，美國電影協會代表6大片商跨海委任台灣律師提告。2020年4月1日，日本日戲協會也提告索償，並通知韓國、中國大陸等地的影劇公司，詢問是否有提告意願。此外，一般社團法人內容產品海外流通促進機構（CODA）及三立電視台亦有參與提告。
2020年3月31日，兩名網站創建人被台灣刑事局逮捕送辦，初步估計侵犯著作權近10億台幣，並凍結他們透過侵權所得的資金及2筆剛購買的透天豪宅，合共6千萬多元，同時對楓林網的網域，如8maple.ru、8maple.com，和雲端主機進行查封。
據《三立新聞網》4月8日報導，進入該網站時會顯示內政部警政署刑事警察局的公告，指該網站已被查封。其他分站仍存在，綜藝及戲劇能正常觀看，但動畫區則不行。
桃園地方檢察署表示，兩人侵害的作品包括107部台劇、64部美劇、60部日劇及144部電影，並歷年來賺取了共7600萬2576元台幣。他們已依違反著作權法提起公訴，及同時查扣他們的銀行帳戶、物業等約6700多萬元財產。
事後兩人各處18個月有期徒刑，並需繳回不法所得約5千8百萬台幣。

## 後續影響及事件
在楓林網被查封後，其他台灣盜版影視網站為避風頭而暫時關閉，例如伊莉論壇（電影戲劇下載區）、pttplay、Gimy劇迷、小鴨影音、飛狐影城、momovod等。
2020年11月，台灣警方稱發現一個仿冒的楓林網，利用之前網站的名氣來賺取流量，從影片內容及流量來看，只有舊楓林網的十分之一，且可能存在病毒的資安疑慮。
另一個盜版影音網站「gimy劇迷」繼楓林網後，成為台灣最大流量的盜版影音網站。該網站內容包括日本、韓國、中國大陸等地的連續劇、電影，以及動漫等，並將主機架設在美國。而台灣警方將該網站視為下一波首要查緝重點。由於該網站在楓林網關站後，他們在4月6日也自行關站，警方認為他們的的片源遭斷及金流網疑似有重疊，因而受連帶影響，因此認為該網站與楓林網有一定關連及成為警方查緝重點。同時警方認為幕後架設者為國立大學的高材生及請求美方跨海協助。另外警方鎖定99酷播、中國人線上看等20個盜版影音平台為查緝重點。